# Gesine Walther

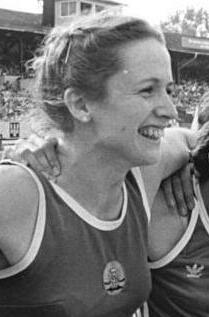
Gesine Walther, 1984

Gesine Walther (* 6. Oktober 1962 in Weißenfels, verheiratete Gesine Tettenborn) ist eine deutsche Leichtathletin, die in den 1980er Jahren – für die DDR startend – eine erfolgreiche Sprinterin war. Walther ist Opfer des staatlich verordneten Dopings im DDR-Leistungssport.

## Leben
Gesine Walther erreichte ihren sportlichen Höhepunkt bei den Europameisterschaften 1982, als sie mit der DDR-Staffel den Titel im 4-mal-100-Meter-Lauf gewann (42,19 s; zusammen mit Bärbel Wöckel, Sabine Rieger und Marlies Göhr).
Bei denselben Europameisterschaften wurde sie Fünfte im 100-Meter-Lauf (11,38 s) und Vierte im 200-Meter-Lauf (22,60 s).
Am 3. Juni 1984 lief sie in Erfurt zusammen mit Sabine Busch, Dagmar Rübsam und Marita Koch einen Staffelweltrekord über 4-mal 400 Meter – in der Zeit von 3:15,92 min.
Im Alter von 17 Jahren bekam sie im Zuge der Vorbereitung für die Olympischen Spiele 1980 in Moskau erstmals Dopingsubstanzen verabreicht. Infolge des DDR-Staatsdopings leidet sie heute an körperlichen wie psychischen Einschränkungen. Das Verfahren gegen ihren ehemaligen Trainer Eberhard König wurde gegen Zahlung einer Geldstrafe eingestellt. Im Januar 2010 ließ sie sich auf eigenen Wunsch aus der Rekordliste des Deutschen Leichtathletik-Verbands streichen, weil ihre Leistungen mit Hilfe von Doping erreicht wurden.
Gesine Walther startete für den SC Turbine Erfurt. In ihrer aktiven Zeit war sie 1,76 m groß und wog 65 kg.

## Auszeichnungen
- 1984: Vaterländischer Verdienstorden in Gold